# Benjamin Walther

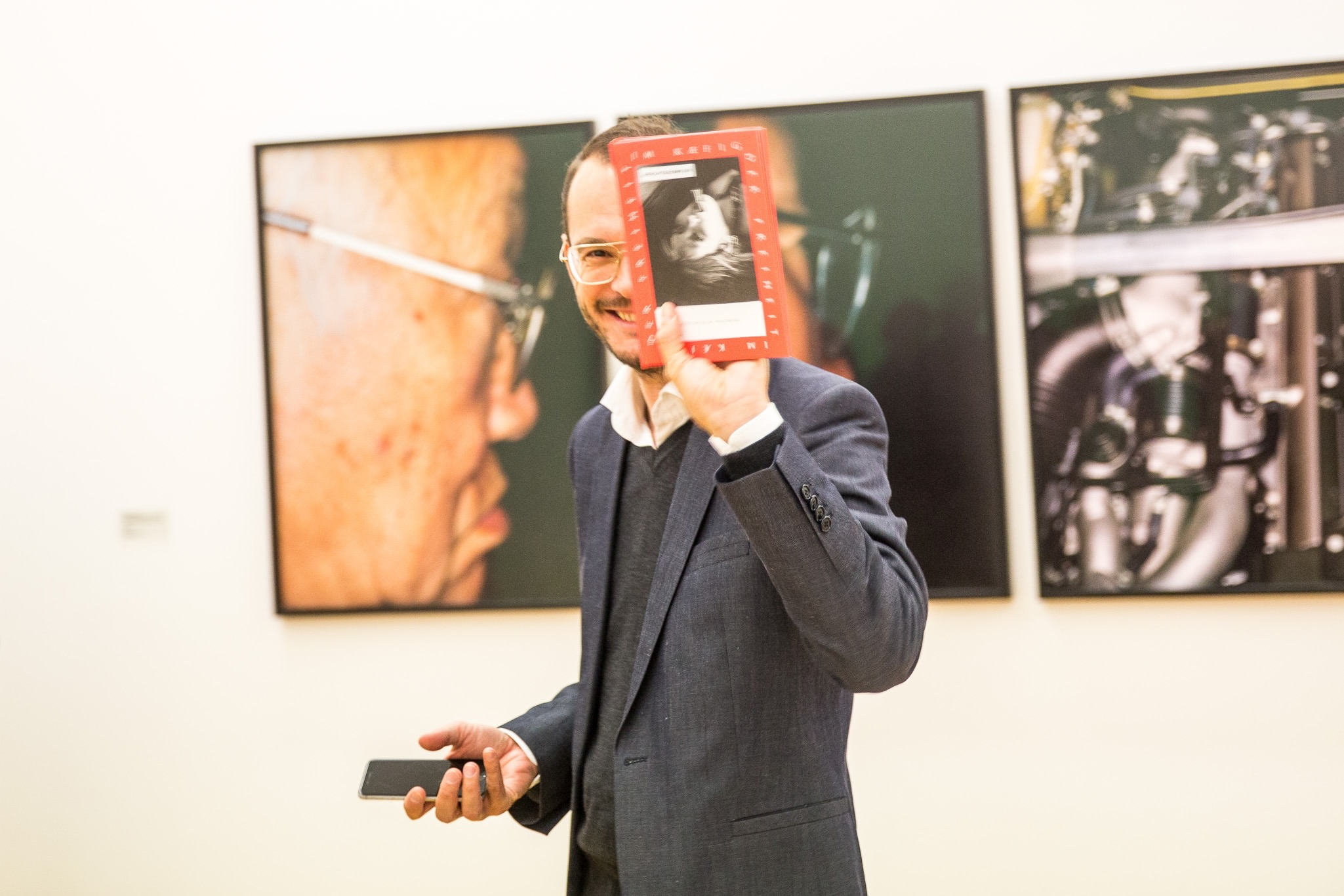
Benjamin Walther auf der Ausstellungseröffnung IM KÄFIG DER FREIHEIT im Kunstmuseum Wolfsburg, 2016

Benjamin Walther (* 10. September 1974 in Dresden) ist ein deutscher Künstler und Theaterregisseur.

## Leben
Benjamin Walther wuchs in Dresden auf. Nach dem Besuch der Kreuzschule studierte er von 1996 bis 1998 Geschichte, Philosophie und Kunstgeschichte an der Humboldt-Universität und an der Technischen Universität in Berlin.
Bereits während seiner Schulzeit und seines Studiums arbeitete er am Staatsschauspiel Dresden, dem Schauspiel Leipzig und am Berliner Ensemble u. a. mit Heiner Müller, Peter Zadek und Wolfgang Engel zusammen. 1998 begann seine Zeit als Regieassistent an der Landesbühne Wilhelmshaven, wo er Ein Bericht für eine Akademie von Franz Kafka sowie Liebestoll von Sam Shepard inszenierte. Für Liebestoll wurde er in der Jahresumfrage der Fachzeitschrift Theater heute als bester Nachwuchsregisseur nominiert. Im Jahr 2000 wechselte er als Regieassistent an das Düsseldorfer Schauspielhaus. Hier arbeitete er eng mit Frank-Patrick Steckel und Jürgen Gosch zusammen. Zudem setzte er in Düsseldorf seine beginnende Arbeit als Regisseur fort und gründete mit der Dramaturgin Anna Haas die Spielstätte Schauspielhaus im Theatermuseum. In dieser Zeit entstanden die Inszenierungen Der gute Dieb von Conor McPherson sowie bash von Neil LaBute. Mit dieser Arbeit wurde er 2002 zum internationalen Theatertreffen auawirleben nach Bern eingeladen. Nach einem Wettbewerb für junge europäische Regisseure der Union de Théatres de l’Europe UTE inszenierte er international am Teatrul Bulandra in Bukarest und am Dramaten in Stockholm. Seit 2002 führte er Regie an den Theatern Deutsches Schauspielhaus Hamburg, Staatstheater Darmstadt, Bayerisches Staatsschauspiel sowie am Betty Nansen Teatret in Kopenhagen. Zudem war er Hausregisseur am Schauspielhaus Bochum.
Seit dem Jahr 2008 ist er als Performer und Bildender Künstler Teil des Künstlerduos Awst & Walther, dessen Arbeiten in zahlreichen nationalen wie internationalen Einzel- und Gruppenausstellungen gezeigt werden und in bedeutenden Kunstsammlungen vertreten sind (u. a. KW Institute for Contemporary Art, Kunstverein Braunschweig, Kunstmuseum Wolfsburg, National Museum Cardiff, Nassauischer Kunstverein, Moscow Biennale und Sammlung Boros). Als Dozent lehrte Benjamin Walther an der Zürcher Hochschule der Künste, der Universität Siegen sowie der Köln International School of Design.

## Inszenierungen
- 2018: Ich bin die Beute nach Irvin D. Yalom, Theaterhaus Jena[8]
- 2015: Prometheus.Nu nach Aischylos, Betty Nansen Teatret Kopenhagen
- 2013: Danserye, Installation und Raumkonzept (Choreographie Sebastian Mathias), Kampnagel Hamburg, Sophiensaele Berlin, Kaserne Basel, Gessnerallee Zürich, Theater Freiburg
- 2006: A number von Caryl Churchill, Schauspielhaus Bochum
- 2005: Miss Sara Sampson von Gotthold Ephraim Lessing, Schauspielhaus Bochum
- 2005: Aias von Sophokles, Bayerisches Staatsschauspiel
- 2004: Dantons Tod von Georg Büchner, Staatstheater Darmstadt
- 2003: Nach Bayeux von Daniel Mursa, Deutsches Schauspielhaus Hamburg
- 2003: Herons von Simon Stephens, Königlich Dramatisches Theater Stockholm
- 2003: A. ist eine Andere von Sauter/Studlar, Staatstheater Darmstadt
- 2002: Roberto Zucco von Bernard-Marie Koltès, Teatrul Bulandra, Bukarest
- 2001: Stella von Johann Wolfgang von Goethe, Union de Théatres de l’Europe
- 2001: Bash: Stücke der letzten Tage von Neil LaBute, Düsseldorfer Schauspielhaus
- 2000: The Good Thief von Conor McPherson, Düsseldorfer Schauspielhaus
- 1999: Liebestoll von Sam Shepard, Landesbühne Nord Wilhelmshaven
- 1999: Ein Bericht für eine Akademie von Franz Kafka, Landesbühne Nord Wilhelmshaven
- 1996: Macbeth von William Shakespeare, Straße E, Dresden

## Einzelausstellungen
- 2017: Be Water #2 (mit Performance), Georg Kolbe Museum, Berlin,
- 2017: Be Water #1, L40 / Kunstverein am Rosa-Luxemburg-Platz, Berlin[9]
- 2015: Ground Control / Interdisziplinäres Forum (mit Performance), PSM, Berlin
- 2014: Die Erde ist Blau (mit Performance), Zeppelin Museum, Friedrichshafen
- 2014: Pretty Destructive (mit Performance), Kunstverein Nürnberg
- 2014: Additionen der Gegenwart (mit Performance), Kunstmuseum Bochum
- 2014: Block, Galerie Weingrüll, Karlsruhe
- 2014: Far and Wide / Interdisziplinäres Forum (mit Performance), Anglesey, UK
- 2014: Ground to Sky (mit Performance), PSM, Berlin[10]
- 2013: Show Off, SALTS, Basel, CH
- 2011: I Miss You, CASS Sculpture Foundation, Goodwood, GB
- 2011: Latent Measures, Kwadrat, Berlin[11]
- 2011: Light Without Shadow, Hannah Barry Gallery, London
- 2011: Passages (mit Performance), Junge Kunst e.V., Wolfsburg
- 2011: The Hole (Performance), Modern Art Oxford, GB
- 2010: Awst & Walther, MeetFactory, International Centre of Contemporary Art, Prag, CZ
- 2010: Für Jetzt (mit Performance), Kunstraum Aarau, CH
- 2010: The Conversation (mit Performance), g39, Cardiff, GB
- 2010: The Hole (mit Performance), Künstlerhaus Bethanien, Berlin
- 2010: The Hole (mit Performance), SALTS, Basel, CH
- 2009: Work in Progress, German Embassy London, GB
- 2009: If only dust could speak (mit Performance), Oriel Davies, Newtown, GB
- 2008: Beyond the Comfort Zone, Oriel Mostyn, Llandudno, GB
- 2008: Unfinished Realities (mit Performance), Hannah Barry Gallery, London, GB
- 2007: Island Utopia (mit Performance), Zeche Zollverein, Essen
- 2006: Digger, The National Eisteddfod of Wales, GB und Zeche Ewald, Herten

## Stipendien und Auszeichnungen
- 2017 Publikationsförderung Stiftung Kunstfonds, Bonn
- 2017 Clara-und-Eduard-Rosenthal-Stipendium für Bildende Kunst, Jena[12]
- 2015 Arbeitsstipendium Berlin Senat, Berlin
- 2014 Project Grant, Arts Council of Wales, GB
- 2013 International Opportunities Fund, Wales Arts International, GB
- 2012 Arbeitsaufenthalt The Performance Studio, V22, London, GB
- 2012 Arbeitsaufenthalt CCA Andratx, SP
- 2012 Arbeitsstipendium Stiftung Kunstfonds, Bonn
- 2010 Stipendiat Künstlerhaus Bethanien, Berlin,
- 2010 Fellowship for Artists, Henry Moore Foundation, GB
- 2010 Stipendiat MeetFactory, gefördert vom Goethe-Institut, Prag, CZ
- 2009 Production grant, Arts Council of Wales, GB
- 2008 Contemporary Arts Society for Wales Annual Purchase Prize, GB
- 2007 Production grant, Arts Council of Wales, GB
- 2007 Director’s grant, Calouste Gulbenkian Foundation, GB
- 2006 Grants to Artists, British Council, GB
- 2006 Director’s grant, Calouste Gulbenkian Foundation, GB
- 2001 Best Young Director, Union de Théatres de l’Europe, FR
- 2000 Nominierung Bester Nachwuchsregisseur in Theater heute